# Helene Kröller-Müller
Helene Emma Laura Juliane Müller, conocida como Helene Kröller-Müller (Horst, Essen, 11 de febrero de 1869-Otterlo, 14 de diciembre de 1939) fue una filántropa neerlandesa, de las primeras mujeres europeas en reunir una importante colección de arte. Se le atribuye ser una de las primeras coleccionistas en reconocer el genio de Vincent van Gogh, de quien poseyó la mayor colección del mundo, y de varios artistas contemporáneos. Donó toda su colección a su país junto con una gran finca boscosa convertida después en el Parque nacional De Hoge Veluwe, el parque nacional más grande de los Países Bajos, en el que se encuentra el Museo Kröller-Müller y su jardín de esculturas.

## Biografía
Helene Müller nació en Essen, Alemania, en una rica familia industrial. Su padre, Wilhelm Müller, era dueño de Wm. H. Müller & Co., una próspera empresa proveedora de materias primas para las industrias minera y siderúrgica. Se casó con el magnate naviero y minero neerlandés, y socio de su padre, Anton Kröller en 1888 y utilizó ambos apellidos de acuerdo con la tradición holandesa. Se casaron en completa separación de bienes y, por tanto, Helene tuvo su propio capital.
Estudió apreciación del arte con Henk Bremmer en 1906 y 1907. Como era una de las mujeres más ricas de los Países Bajos en ese momento, Bremmer le recomendó que formara una colección de arte. En 1907 comenzó su colección con el cuadro Tren en un paisaje de Paul Gabriël. Posteriormente, Helene Kröller-Müller se convirtió en una ávida coleccionista de arte y una de las primeras personas en reconocer el genio de Vincent van Gogh. Finalmente acumuló más de 97 pinturas de Van Gogh y 185 dibujos, la colección privada más importante de la obra del artista solo superada por el Museo Van Gogh en Ámsterdam. También compró más de 400 obras del artista holandés Bart van der Leck, pero su popularidad no destacó como la de Van Gogh.

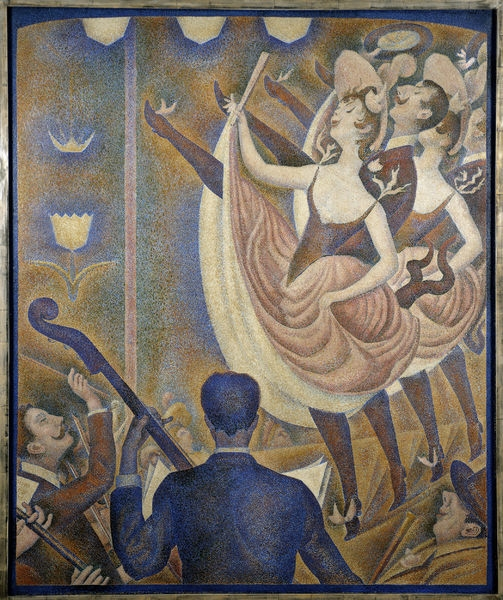
Georges Seurat, 1889–90, Le Chahut, óleo sobre lienzo, 171,5 x 140,5 cm (66 7/8 x 54 3/4 pulg.), Museo Kröller-Müller, Otterlo, Países Bajos

Kröller-Müller también reunió obras de artistas modernos, como Picasso, Georges Braque, Jean Metzinger, Albert Gleizes, Fernand Léger, Diego Rivera, Juan Gris, Piet Mondrian, Gino Severini, Joseph Csaky, Auguste Herbin, Georges Valmier, María Blanchard, Léopold Survage y Tobeen. Sin embargo, Bremmer le aconsejó que no comprara Tarde de domingo en la isla de la Grande Jatte de Georges Seurat, que resultó ser un importante icono del arte del siglo XX. En cambio compró Le Chahut de Seurat, otro icono en la historia del arte moderno. Además, se alejó de los artistas de su Alemania natal, cuyo trabajo encontró «insuficientemente autoritario».
En un viaje a Florencia en junio de 1910, concibió la idea de crear una casa museo. Desde 1913 gran parte de su colección estuvo abierta al público; hasta mediados de la década de 1930, su sala de exposiciones en La Haya era uno de los raros lugares donde se podían ver obras de arte moderno. En 1923 y 1924 pronunció conferencias sobre arte moderno a los miembros de la Volksuniversiteit de La Haya.
En 1911 tuvo que someterse a una cirugía uterina que hizo cambiar su visión de su vida y de su colección en particular. A partir de allí comenzó a trabajar para convertir en realidad un museo que permitiera hacer visible y accesible el desarrollo del arte moderno a cualquier persona interesada. Esto también cambió su comportamiento coleccionista, que hasta entonces se había guiado por su sensibilidad y después comprobaba si la obra de arte podría resistir «la prueba del futuro».
En 1928, el matrimonio Kröller-Müller creó la Fundación Kröller-Müller para proteger la colección y las fincas. En 1935, donaron al pueblo neerlandés toda su colección reunida entre 1907 y 1922, con un total de aproximadamente 12 000 obras, con la condición de que se construyera un gran museo en los jardines de su parque. Mantenido al cuidado del gobierno neerlandés, el Museo Kröller-Müller se inauguró el 13 de abril de 1938. Fue Helene Kröller-Mülle quien organizó la colección, inauguró el edificio y se convirtió en la primera directora del museo. Dieciocho meses después, falleció a los setenta años.
La influencia de Helene Kröller-Müller se dejó notar también en la escultura, la cerámica, en la que también estaba muy interesada, y en la arquitectura moderna, a través de la elección de arquitectos para sus edificios. El refugio de caza de Sint Hubertus (en realidad una casa de campo) se encargó a Hendrik Petrus Berlage, uno de los más notables arquitectos del momento, que ya había trabajado en otros edificios para la pareja Kröller-Müller en Londres y Drente. Para el proyecto del museo hubo contactos con Peter Behrens y Ludwig Mies van der Rohe que finalmente no fueron elegidos. Fue decidido el proyecto de grandes dimensiones de Berlage, pero su relación con Helene Kröller-Müller fue difícil y finalmente fue Henry Van de Velde quien hizo el proyecto de 1920 que, a causa de las crisis económicas posteriores, sufrió grades modificaciones.
El Museo Kröller-Müller está ubicado en su finca boscosa de 75 acres (300 000 m 2), convertida en el parque nacional más grande de los Países Bajos, el Parque nacional De Hoge Veluwe, cerca de las ciudades de Otterlo y Arnhem. En la finca se planeó el icónico pabellón de caza Jachthuis Sint Hubertus, junto al lago, una lujosa galería de arte, y monumentos a Steyn y al general bóer sudafricano Christiaan de Wet. Debido a la amenaza de la Segunda Guerra Mundial, el proyecto completo no pudo ser desarrollado durante su vida pero, una vez terminada la guerra, se abrió el gran parque y el jardín de esculturas que alberga hoy día, entre otras piezas de arte, esculturas de Rodin, los pabellones de los arquitectos Gerrit Rietveld y Aldo van Eyck, y la segunda colección más grande de pinturas de Van Gogh en el mundo, lo que convirtió al museo en uno de los primeros museos neerlandeses que se dedicó principalmente al arte moderno.